# Robert Kolb (Theologe)
Robert Allan Kolb (* 17. Juni 1941 in Fort Dodge, Iowa) ist ein US-amerikanischer lutherischer Theologe. Er ist emeritierter Professor für Systematische Theologie am Concordia Seminary, St. Louis, Missouri.

## Leben
Robert A. Kolb wuchs in Fort Dodge, Iowa auf und besuchte von 1959 bis 1961 das Concordia College in St. Paul, Minnesota, von 1961 bis 1963 das Concordia Senior College in Fort Wayne, Indiana, und von 1963 bis 1968 das Concordia Seminary in St. Louis, Missouri, das er mit dem M.Div. abschloss. Nach seiner Promotion in Geschichte an der University of Wisconsin in Madison im Jahr 1973 war er von 1973 bis 1977 als Direktor des Center for Reformation Research in St. Louis tätig. Das Concordia College in St. Paul ernannte ihn 1977 zum Dozenten in den Fachbereichen Religion und Geschichte; 1989/1990 fungierte er als amtierender Präsident. 1993 ernannte ihn das Concordia Seminary in St. Louis zum Professor für Systematische Theologie und Direktor des Instituts für Mission Studies. Von 1994 bis 2010 unterrichtete er für drei Monate des Jahres im Ausland, vor allem in Europa, darunter in Estland, an der Lutherischen Theologischen Hochschule Oberursel in Deutschland, in Cambridge in England sowie in Indien.
Zu Kolbs wichtigsten Beiträgen gehören eine Ausgabe des Konkordienbuches sowie ein Buch zur Einführung in die lutherische Theologie.
2013 wurde Kolb mit dem Hermann-Sasse-Preis ausgezeichnet.
Folgende Hochschulen zeichneten Kolb jeweils mit einer Ehrenpromotion aus: Valparaiso University (2000), Concordia University Saint Paul (2005), Concordia University Irvine (2008) und Comenius-Universität Bratislava (2017).

## Veröffentlichungen
- Luther's Wittenberg World. The Reformer's Family, Friends, Followers, and Foes (Minneapolis: Fortress Press, 2018), ISBN 978-1-451-49007-7
- Die Konkordienformel. Eine Einführung in ihre Geschichte und Theologie (Oberurseler Hefte Ergänzungsband 8; Göttingen: Edition Ruprecht, 2011), ISBN 978-3-7675-7145-7
- Hermeneutica Sacra. Studien zur Auslegung der Heiligen Schrift im 16. und 17. Jahrhundert / Studies of the Interpretation of Holy Scripture in the Sixteenth and Seventeenth Centuries. Bengt Hägglund zum 90. Geburtstag, Herausgeber, mit Torbjörn Johansson und Johann Anselm Steiger (Berlin: de Gruyter, 2010)
- Martin Luther, Confessor of the Faith (Christian Theology in Context series; Oxford: Oxford University Press, 2009)
- Lutheran Ecclesiastical Culture, 1550-1675, Herausgeber, (Leiden: Brill, 2008)
- mit Charles P. Arand: The Genius of Luther’s Theology. A Wittenberg Way of Thinking for the Contemporary Church (Grand Rapids: Baker, 2008)
- A Booklet of Comfort for the Sick, and On the Christian Knight By Johann Spangenberg (Milwaukee: Marquette University Press, 2007)
- Luther’s Way of Thinking. Introductory Essays (Trivandrum: Luther Academy India, 2006)
- Bound Choice, Election, and Wittenberg Theological Method From Martin Lutherto the Formula of Concord (Grand Rapids: Eerdmans, 2005)
- Sources and Contexts of the Book of Concord, co-edited with James A. Nestingen (Minneapolis: Fortress, 2001)
- The Book of Concord, the Confessions of the Evangelical Lutheran Church herausgegeben mit Timothy J. Wengert (Minneapolis: Fortress, 2000)
- Martin Luther as Prophet, Teacher, and Hero. Images of the Reformer, 1520-1620 (Grand Rapids: Baker Books, 1999)
- Luther’s Heirs Define His Legacy, Studies on Lutheran Confessionalization (Aldershot, Hampshire: Variorum, 1996)
- The Christian Faith, a Lutheran Exposition (St. Louis: Concordia Publishing House, 1993; Russian translation, 2000)
- Teaching God’s Children His Teaching, a Guide to the Study of Luther’s Catechism (Hutchinson, MN: Crown Publishing, 1992; India edition, 2005; Latvian translation, 2009)
- Confessing the Faith, Reformers Define the Church, 1530-1580 (St. Louis: Concordia Publishing House, 1991)
- For All the Saints, Changing Perceptions of Martyrdom and Sainthood in the Lutheran Reformation (Macon, Georgia: Mercer University Press, 1987)
- Speaking the Gospel Today, A Theology for Evangelism (Saint Louis: Concordia Publishing House, 1984; second edition, 1995; Latvian translation, 2001, Portuguese translation, 2009)
- Nikolaus von Amsdorf (1483-1565), Popular Polemics in the Preservation of Luther’s Legacy (Bibliotheca Humanistica & Reformatorica XXIV; Nieuwkoop: De Graaf, 1978)
- Andreae and the Formula of Concord, Six Sermons on the Way to Lutheran Unity (Saint Louis: Concordia Publishing House, 1977)